# Lạc An (xã)
Lạc An là một thị trấn thuộc huyện Bắc Tân Uyên, tỉnh Bình Dương, Việt Nam.

## Địa lý
Thị trấn Lạc An nằm ở phía đông nam huyện Bắc Tân Uyên, có vị trí địa lý:
- Phía đông và phía nam giáp tỉnh Đồng Nai với ranh giới là sông Đồng Nai
- Phía tây giáp các xã Đất Cuốc, Tân Mỹ và Thường Tân
- Phía bắc giáp xã Hiếu Liêm.

Thị trấn Lạc An có diện tích 35,09 km², dân số năm 2022 là 11.576 người , mật độ dân số đạt 330 người/km².

## Hành chính
Thị Trấn Lạc An được chia thành 4 khu phố: 1, 2, 3, 4 và 1 ấp: Giáp Lạc.

## Lịch sử
Sau năm 1975, Lạc An là một xã thuộc huyện Tân Uyên, tỉnh Bình Dương.
Ngày 17 tháng 11 năm 2004, Chính phủ ban hành Nghị định 190/2004/NĐ-CP. Theo đó:
- Điều chỉnh 1.120 ha diện tích tự nhiên và 245 người của xã Tân Mỹ về xã Lạc An quản lý
- Thành lập xã Hiếu Liêm trên cơ sở điều chỉnh 2.311 ha diện tích tự nhiên và 1.113 người của xã Lạc An.

Sau khi điều chỉnh địa giới hành chính, xã Lạc An có 3.565 ha diện tích tự nhiên và 6.958 người.
Từ ngày 29 tháng 12 năm 2013, xã Lạc An trực thuộc huyện Bắc Tân Uyên như hiện nay.